# V8 STAR
De V8 STAR was een tourwagenkampioenschap in Duitsland tussen 2001 en 2003. De auto's lijken op die uit de BRL V6. In tegenstelling tot vele kampioenschappen werd hier de hoofdrace op zaterdag gereden. De klasse werd bekendgemaakt tijdens de Essen Motor Show in 2000.

## De auto
De auto's uit de V8 STAR hadden het bodywork van middenklasser. Onder de motorkap is echter niks meer standaard. In de auto zat een 5,7L-motor met een vermogen van 450 pk. Het bodywork is van glasvezelversterkte kunststof. Deze auto's hebben geen buizenchassis of spaceframe maar een koolstofvezelversterkte monocoque.

### Auto's
- Audi A6
- BMW 5-serie
- Ford Mondeo
- Jaguar S-Type
- Lexus GS
- Opel Omega
- Volkswagen Passat

## Het einde
Op 3 februari 2003 werd bekend dat dit kampioenschap uit de Beru Top 10 stapt en een eigen racekalender ging samenstellen. Hierdoor haakten vele bekende coureurs af. Dit laatste seizoen werd gedomineerd door Zakspeed, dit leverde geen goede tv op. Hierdoor haakten ook de tv producenten en sponsoren af. Ook werden er diverse organisatorische fouten gemaakt. Het werd duidelijk dat er in 2004 geen V8 STAR meer zou zijn.
Er was een comeback gepland in 2005, deze werd ook afgeblazen. Tegenwoordig zien we de auto's uit de V8 STAR in andere raceklassen. Raceklassen zoals het Veranstaltergemeinschaft Langstreckenpokal Nürburgring en de Dutch Supercar Challenge.

## Kampioenen
| Jaar | Coureur        | Team     |
| ---- | -------------- | -------- |
| 2001 | Johnny Cecotto | Irmscher |
| 2002 | Johnny Cecotto | Irmscher |
| 2003 | Pedro Lamy     | Zakspeed |